# كيم يونغ جو
كيم يونغ جو (الهانغول: 김영주 ؛ ولد في 30 كانون الأول عام 1957)، وهو حكم كرة قدم كوري جنوبي سابق، كان حكم مسوؤل في مباريات كأس العالم 2002 FIFA.